# Mixture (orgue)

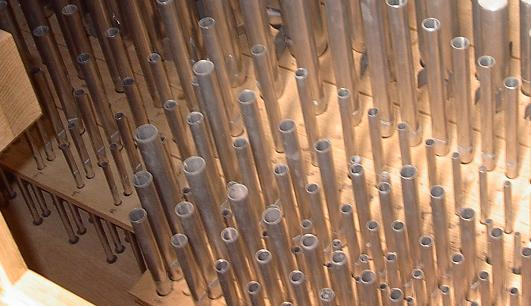
Mixture

Les mixtures sont des jeux d'orgue dits « composés » car ils sont constitués de plusieurs rangs de tuyaux accordés en octaves et en quintes. Ce sont les mixtures qui fournissent le son si caractéristique de l'orgue, celui du Plein Jeu ou Plenum que les Allemands nomment aussi Blockwerk. L'orgue gothique avant la redécouverte des registres séparés était un Blockwerk plus ou moins important où tous les rangs parlaient ensemble. Les mixtures se reconnaissent à leur brillance et leur puissance car leur fonction est de fournir le son avec des harmoniques aigus dans les basses et plus graves dans les aigus.
Il existe de nombreuses façons de composer une mixture, c’est-à-dire de décider de sa hauteur, de son nombre de rangs, du type de ses tuyaux –flûtés ou principalisés– et des notes sur lesquelles auront lieu les reprises. Tous ces choix affectent le résultat sonore de chaque mixture et font que celle-ci sera caractéristique d'une esthétique, d'une école et même d'un facteur particulier.

## Caractéristiques générales, communes à toutes les mixtures
- Ce sont des jeux constitués de plusieurs rangs, cela pouvant aller de deux rangs pour une Grosse Fourniture ou une petite Cymbale, jusqu'à 13 rangs pour un grand Plein Jeu. Le nombre de rangs varie suivant la conception de l'instrument.
- Ce sont des jeux qui, dans la musique d'orgue classique, ne s'emploient jamais seuls car ils n'ont pas de fondation. Il faut donc, pour les utiliser, tirer au minimum un jeu de fond de 8  et 4 pieds (ou 16+8 si la résultante est de 16) afin de leur assurer une assise sonore.
- En général et par tradition, les rangs de mixtures ne sont constitués que par des rangs d'octaves et de quintes. Il peut y avoir d'autres positions (tierces, septièmes, neuvièmes, onzièmes, treizièmes, quartes) mais elles sont plus rares, souvent originales et parfois expérimentales.

### La résultante
Toute mixture, du fait qu'elle fait parler plusieurs rangs de tuyaux accordés sur des intervalles harmoniques impairs, essentiellement des quintes et des octaves, engendre naturellement des sons résultants, c'est-à-dire des sons générés par additions des harmoniques. Il s'agit d'un phénomène acoustique normal : lorsque deux sons continus sont émis simultanément, il se produit un son résultant de fréquence égale à la différence des deux fréquences émises.
Bien que les mixtures soient constituée de petits tuyaux, elles ont le rôle de renforcer et amplifier les basses :
- une mixture contenant un rang de 2 2/3 produit une résultante de 8 pieds ;
- une mixture contenant un rang de 5 1/3 produit une résultante de 16 pieds ;
- une mixture contenant un rang de 10 2/3 produit une résultante de 32 pieds ;

La résultante est ressentie même lorsque le jeu résultant n'existe pas dans l'orgue.  

## Le principe des reprises
Comme les mixtures sont constituées de tuyaux relativement aigus (allant de 2 pieds à 1/16 pied), il n'est pas possible de monter indéfiniment. Il va de soi qu’à un moment les tuyaux produiraient des sons dépassant le seuil d’acuité auditive de l’homme. De plus, ces tuyaux, devenant de plus en plus petits, sont très difficiles à accorder et très fragiles. Les facteurs d’orgue se sont donc fixé une limite, un plafond. Elle était de 1/6 de pied au Moyen Âge puis s’est fixée à 1/8 pendant la période classique pour atteindre finalement 1/16 de pied (environ 2 cm), ce qui correspond à environ 8 kHz. À chaque fois qu’en montant de degré en degré sur le clavier un des tuyaux atteint ce plafond, on le fait repartir une quarte, une quinte ou une octave plus bas. C’est ce saut descendant que l’on appelle la reprise.
Bien qu'il existe quelques types de mixtures sans reprise, la majorité des mixtures ont des reprises. Hormis quelques mixtures modernes réalisées à titre expérimental, les notes sur lesquelles se font les reprises sont toujours en rapport avec la gamme majeure de do et ont donc lieu sur les do, les fa ou les sol. Elles ont lieu quelquefois sur les fa♯, uniquement sur des mixtures modernes.
Les pleins jeux sans reprises sont appelés plein-jeux progressifs.

## Les mixtures françaises
Dans l'orgue classique français le terme mixture est générique et désigne indifféremment n'importe quel jeu composé, mais en pratique, seuls trois noms sont utilisés pour désigner les mixtures : la Fourniture, la Cymbale et le Plein Jeu.

### Fourniture
La fourniture française est généralement une mixture grave. Comme son nom l'indique elle sert essentiellement à fournir de la matière harmonique aux jeux de fond. Elle est la forme la plus ancienne de mixture isolée en un jeu propre. Il existe trois sortes de fourniture : la grosse fourniture, la fourniture classique et la fourniture cymbalisée.Très très rare sur l'orgue allemand
La grosse fourniture n'existe jamais seule sur un orgue, sauf sur les orgues français du XVIIe siècle décrits par Marin Mersenne. Placée traditionnellement au Grand Orgue, elle sert à ajouter à la fourniture normale deux ou trois rangs graves pour descendre la résultante. En général la grosse fourniture permet d'avoir une résultante de 16 ou de 32 pieds.
Elle est composée de tuyaux (3 à 7 par note, le plus souvent 5) donnant octaves et quintes du son fondamental (qui sont naturellement les harmoniques de cette fondamentale).

### Cymbale
La Cymbale, qui n'a rien d'un jeu à percussion, est plutôt une Fourniture encore plus aiguë. La Cymbale est là pour compléter la Fourniture avec des reprises plus rapprochées elle commence plus aiguë que la fourniture.

### Plein Jeu
Le plein jeu est une fourniture medium, elle est le jeu typique de l'orgue classique.

## Utilisation
Ajoutées aux principaux, les mixtures permettent d'obtenir le plenum de l'orgue.
Le plein-jeu de l'orgue, quoique quelquefois complètement absent  de certains instruments voire de très grands instruments, est la caractéristique fondamentale de l'instrument « Orgue ».